# П'єтро Франкавілла
П'єтро Франкавілла (італ. Pietro Francavilla,1548-1615, Париж) — італізоване ім'я франко-фламандського скульптора П'єра де Франкевіля, що працював у Італії в добу пізнього маньєризму.

## Життєпис
Народився у місті Камбре. Малювання опановував у Парижі. 1565 року він перебрався у місто Інсбрук, де працював помічником скульптора Олександра Коліна при створенні надгробка для імператора Максиміліана І. Тоді ж отримав первісні навички роботи скульптора. Останнє дозволило перебратися у Флоренцію, де став помічником у майстерні Джованні да Болонья, земляка П'єро де Франкевіля. В Італії його ім'я переробили на П'єтро Франкавілла.

## Майстерня Джамболонья
Значний мистецький досвід скульпторів Флоренції мав вирішальне значення для формування художньої манери митця, що запозичив чимало зовнішніх рис зі скульптур Мікеланджело Буонарроті та Джованні да Болонья. Відома участь Франкавілла як помічника майстра да Болонья при створені скульптурного декору та фігур святих для каплиці Сальвіаті в церкві Сан Марко. Перші самостійні замови на створення скульптур він також отримав за сприяння авторитетного у Флоренції Джованні да Болонья, котрому Франкавілла діяльно допомагав при створенні скульптурної групи «Викрадення сабінянок».

## Твори для саду вілли Браччі
Серед перших самостійних і значних замов майстра — серія скульптур для вілли Браччі. Замовником був церковний князь, абат Антоніо ді Заноббі Браччі, що мав гроші для декорування саду вілли садово-парковими скульптурами у Ровеццано поблизу Флоренції.
Тринадцять декоративних скульптур роботи Франкавілла пізніше були придбані Горациєм Манна (британським дипломатом при дворі герцога Тосканського) для Фредеріка, принца Уельського. Скульптури перевезли до Лондона вже після смерті Фредеріка, принца Уельського, і розмістили у сховищі в саду Кью. Скульптура «Венери» з цієї серії пізніше потрапила у Водсворт Атенеум (Хартфорд, США). Твір має підпис майстра і дату «1600», що дало підстави вважати, що скульптура створена для племінника абата, котрий став володарем вілли Браччі ще у 1585 році.
Того ж 1585 р. П'єтро Франкавілла обрано членом Флорентійської художньої академії.

## Урочистості з нагоди шлюбу Фердинандо І Медічі
1589 року майже всі значущі митці Флоренції були задіяні у створенні тимчасових арок і тріумфальних споруд на шляху весільної процесії Фердинандо І Медічі та Христини Лотаринзької. Навіть створили тимчасовий парадний фасад на соборі Санта-Марія-дель-Фйоре, позаяк примхливі флорентійці ніяк не могли прийти згоди і нарешті обрати якийсь із запропонованих проектів. Серед майстрів, що тимчасово декорували собор, був і П'єтро Франкавілла.

## Доля фонтанної скульптури «Орфей з Цербером»
Джироламо де Гонді 1598 року став замовником фонтанної скульптури «Орфей з Цербером». Родина Гонді була у супроводі Катерини Медічі і разом із нею оселилась у Франції. Джироламо де Гонді розмістив скульптуру в саду власного маєтку, фонтан котрого викликав захоплення у шляхетних відвідувачів родини. У XVII столітті під час декорування велетенського парку Версаль скульптуру зняли з фонтану і перевезли до Версальського парку. У XIX столітті «Орфей з Цербером» роботи П'єтро Франкавілла передали до Лувру.

## Останні роки і твори у Франції
Флорентійка за походженням, Марія Медічі напланувала створити монумент на честь власного чоловіка Генріха IV. Замову на створення фігури короля отримав скульптор Джованні да Болонья, відомий як автор монументів герцогів тосканських Козімо та Фердинандо І Медічі. Джованні да Болонья, котрий помер 1608 року, встиг створити лише модель. Виливання та карбування поверхні монумента доробляв учень скульптора П'єтро Такка у Флоренції. Готову фігуру перевезли у Париж. П'єдестал для монументу королева замовила П'єтро Франкавілла. Останній створив три рельєфи та чотири декоративні фігури полонених рабів на кутах п'єдесталу, вилитих з бронзи. Фігури для постаменту доробляв учень Франкавілла Франческо Бордоні ((1580—1654), що супроводжував майстра і працював з ним у Франції. Франческо Бордоні доробив їх до 1618 року, позаяк П'єтро Франкавілла помер 1615 року в Парижі.

## Вибрані твори
- Вілла Браччі, садово-паркова скульптура для саду вілли
- Аморіно (разом із Джованні да Болонья)
- «Пори року» або «Сезони», дві алегоричі скульптури для Мосту Санта Триніта, Флоренція
- Погуддя Св. Ромуальдо
- Орфей, для палацу Гонді, Лувр, Париж
- Фігури чотирьох полонених (рабів), декоративні фігури для постаменту монументу короля Генріха IV Французького
- Давид, переможець Голіафа, Лувр, Париж
- Аполлон, переможець Піфона
- Бог Меркурій
- Мелеагр
- Монумент Козімо І Медічі
- Венера, Водсворт Атенеум, Хартфорд, Коннектикут, США

## Галерея

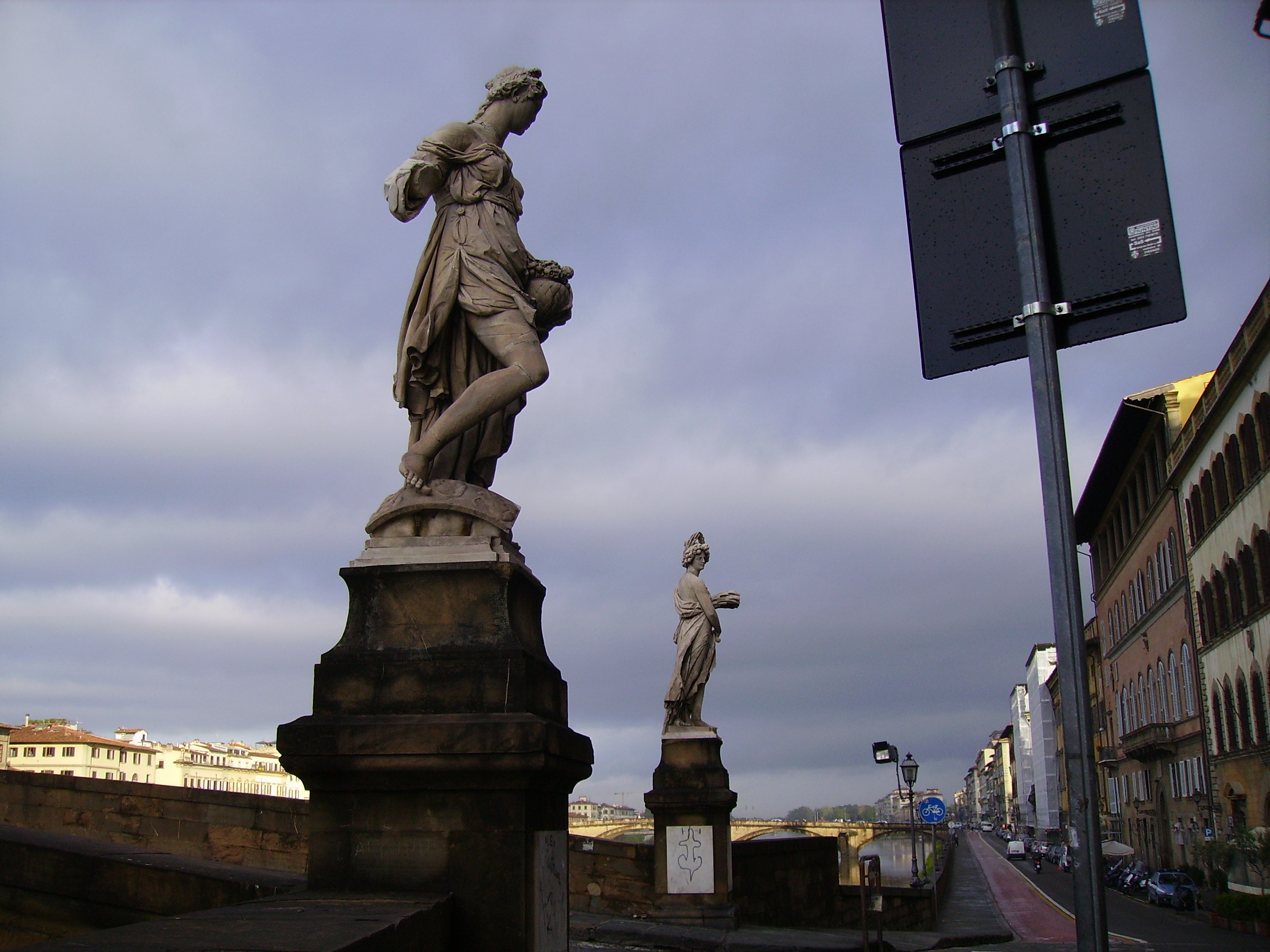
Декоративні скульптури «Пори року», міст Санта Трініта, Флоренція.

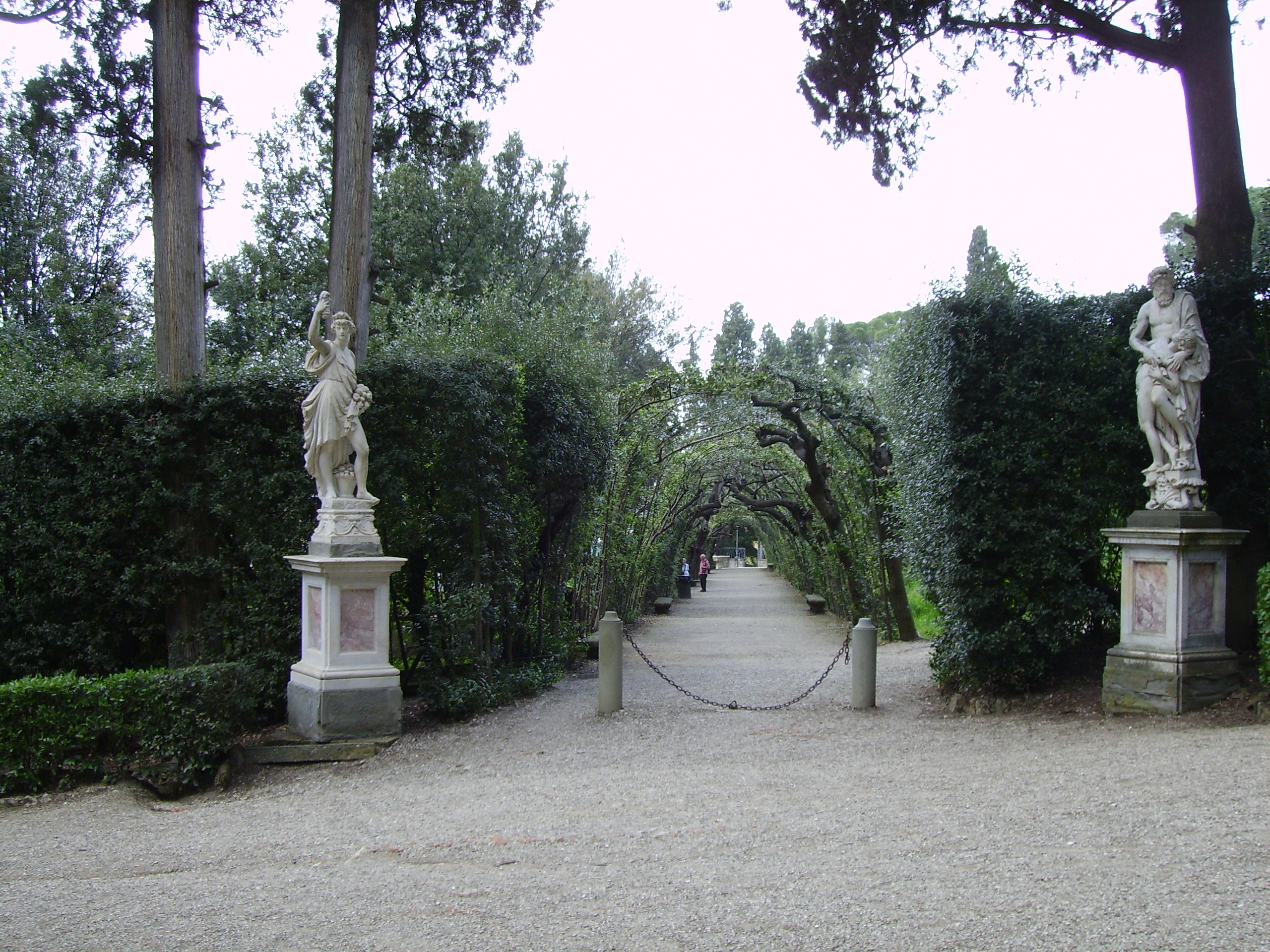
Алегоричні скульптури, Сади Боболі, Флоренція.

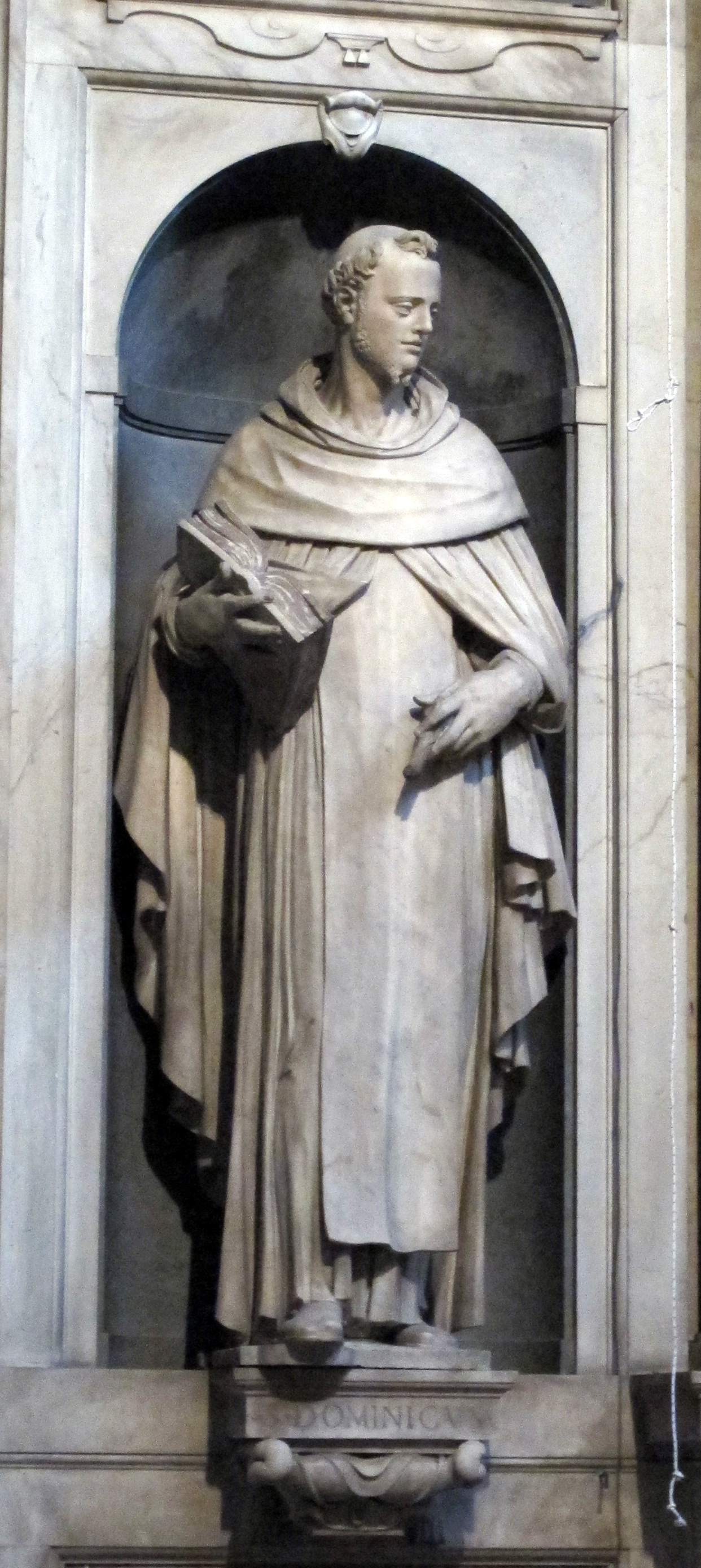
Скульптори Джованні да Болонья та П'єтро Франкавілла. «Св. Домінік». Калиця Сальвіаті в церкві Сан Марко, Флоренція.
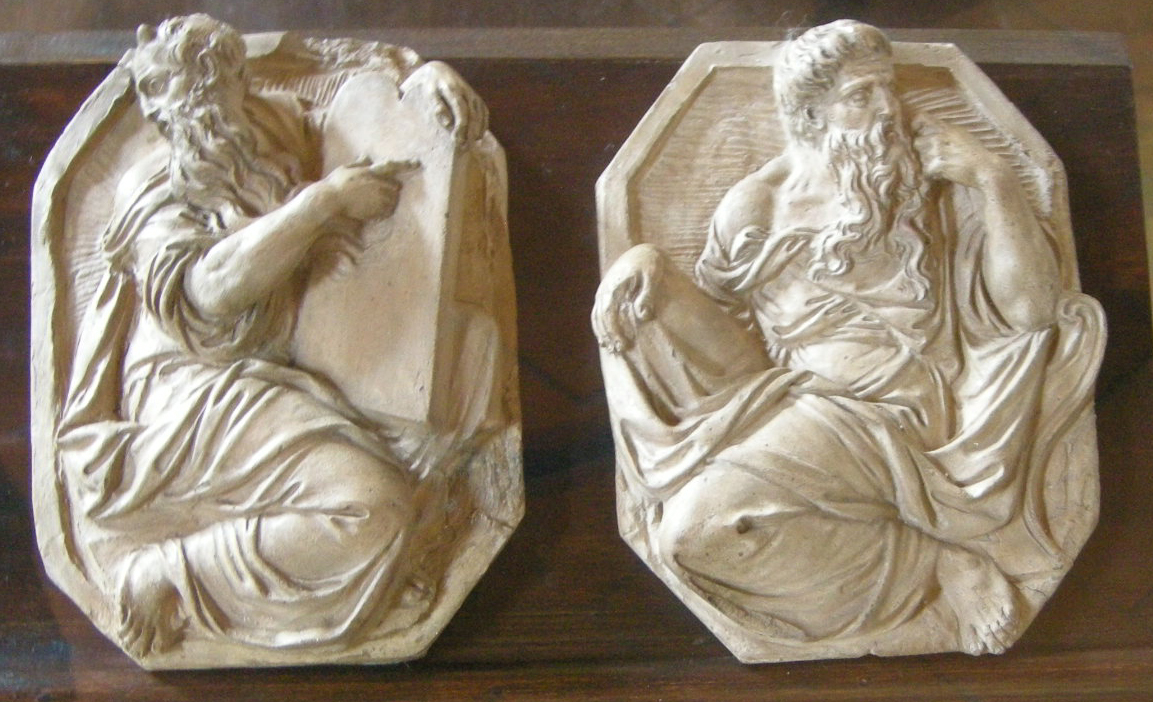
П'єтро Франкавілла. Мойсей та Аарон.
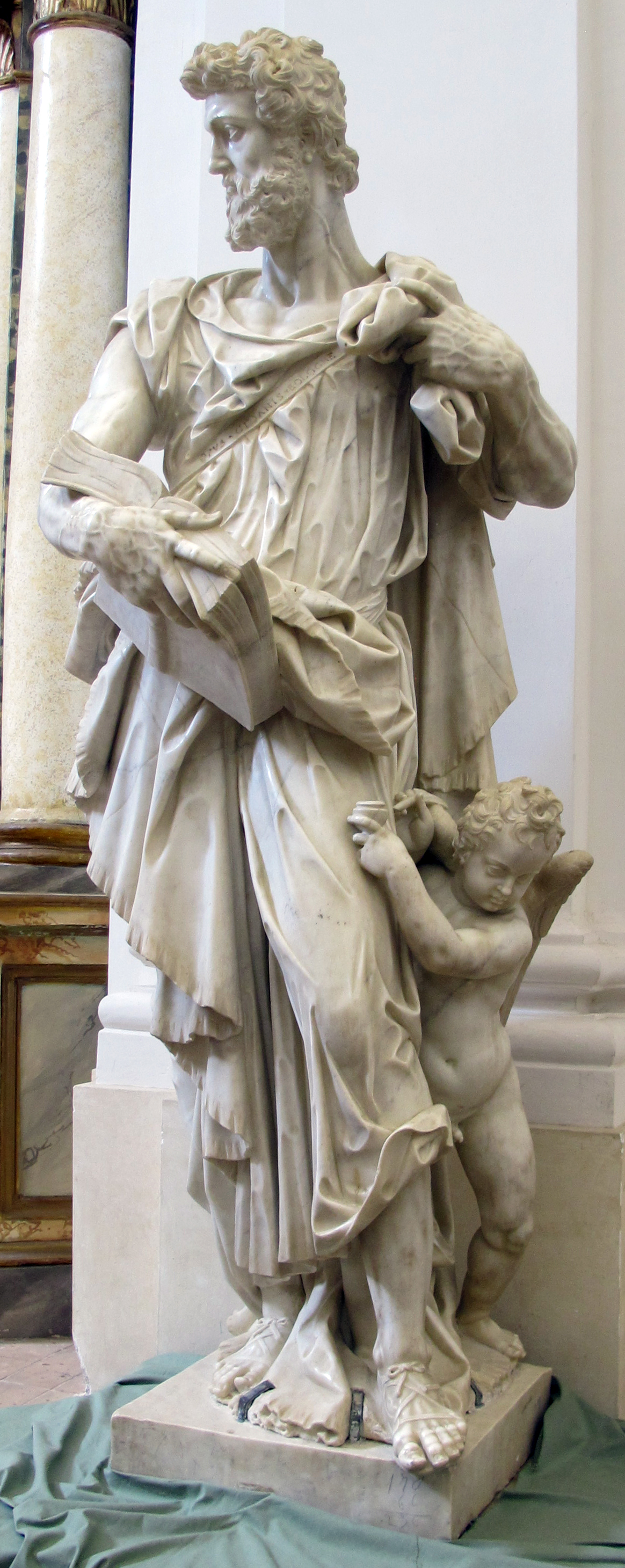
П'єтро Франкавілла. «Євангеліст Матвій», церква Сан Агостіно, Орвієто.
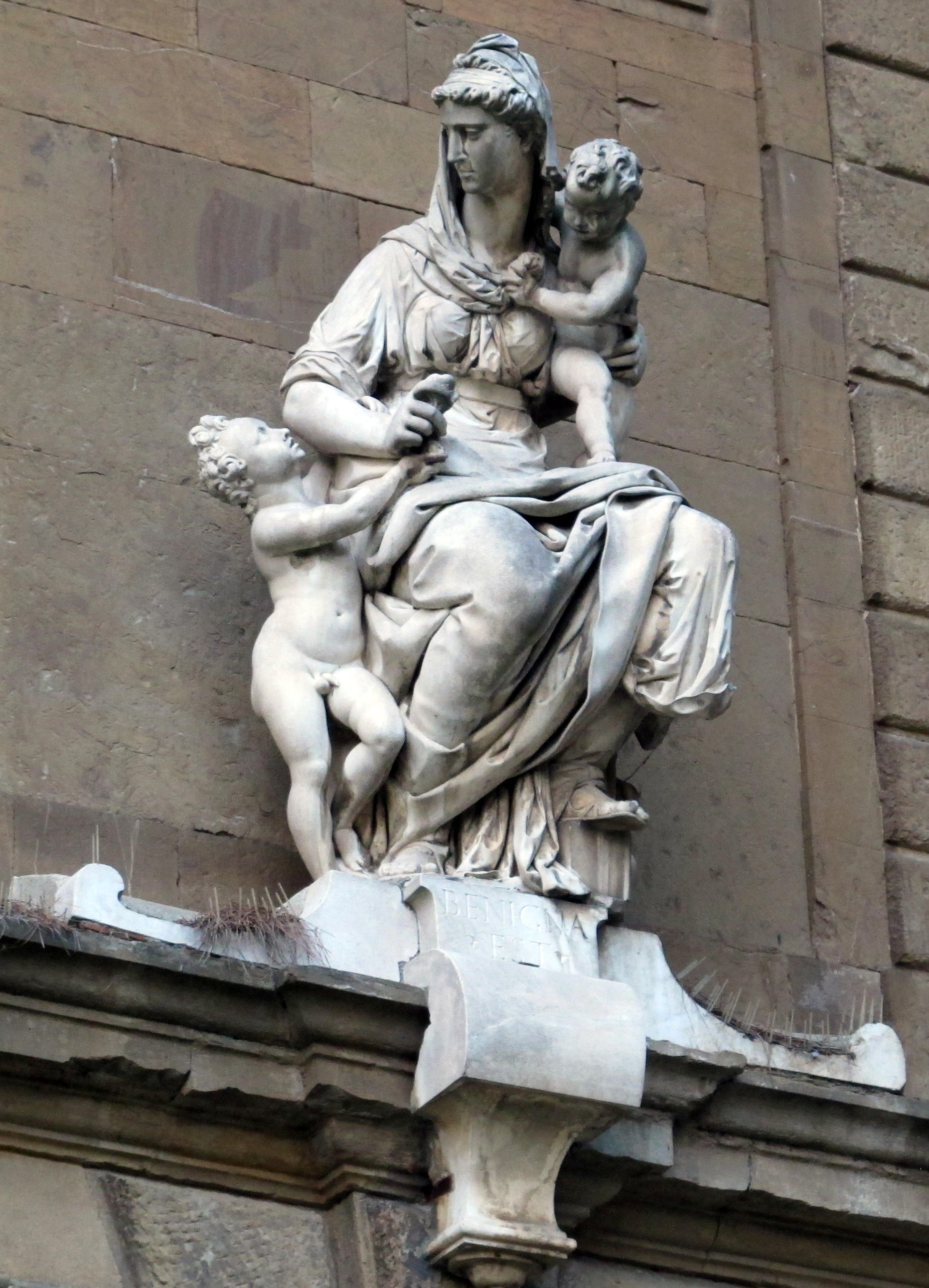
П'єтро Франкавілла. «Алегорія Милосердя». Вілла Беллосквардо.